# Сувурой
Сувурой (буквально Південний острів, дан. Suderø, фар. Suðuroy) є найпівденнішим з Фарерських островів.

## Географія
Площа острова становить 163.7 км². З 1950-х років населення острова почало поступово зменшуватися. У 2005 році населення становило 5036 осіб, у 2012 воно вже становило 4678 осіб.
У 1946 Сувурой, єдиний з Фарерських островів, який заявив про невихід зі складу Данії.
На острові знаходяться населені пункти: Тверойрі, Воавур, Сумба. Найвища вершина, гора Ґлуґґарнір, висотою 610 метрів над рівнем моря.